# کمیسیون انرژی اتمی ایالات متحده آمریکا
کمسیون انرژی اتمی ایالات متحده آمریکا (به انگلیسی: United States Atomic Energy Commission) یک سازمان دولتی در آمریکا بود که بین سال‌های ۱۹۴۷ تا ۱۹۷۴ مسئولیت کنترل و توسعه انرژی هسته‌ای در ایالات متحده آمریکا را داشت.
این سازمان توسط کمیسیون قانونگذاری هسته‌ای جایگزین شد.